# Merostachys pauciflora
Merostachys pauciflora är en gräsart som beskrevs av Jason Richard Swallen. Merostachys pauciflora ingår i släktet Merostachys och familjen gräs. Inga underarter finns listade i Catalogue of Life.